# Муратова Ельміра Серверівна
Ельмі́ра Серве́рівна Мура́това (18 жовтня 1978, Самарканд) —  кримськотатарський політолог, сходознавець, дослідниця ісламу та міжетнічних відносин в Криму.

## Біографія
Народилася 18 жовтня 1978 в місті Самарканді (Узбекистан). 2000 року з відзнакою закінчила Таврійський національний університет імені В.І. Вернадського. Тема дипломної роботи: «Історія ісламу в Криму».
2004 року захистила кандидатську дисертацію на тему «Політологічний аналіз процесу відродження ісламу в Криму». У 2003—2005 роках працювала асистентом кафедри політичних наук Таврійського національного університету ім. В. І. Вернадського. З 2005 року працює на посаді доцента кафедри політичних наук. У 2005—2006 роки була Фулбрайтівським професором Центру вивчення Росії, Східної Європи та Євразії Університету Канзасу (США). З жовтня 2007 до січня 2008 року була почесним асистентом Школи слов'янських та східноєвропейських досліджень Університетського коледжу Лондона (Велика Британія).
Входила до експертної групи, яка запропонувала список 20 найвпливовіших кримських татар, складений під егідою організацією Авдет.

## Вибрані публікації

### Монографії
- Муратова Э. С. Крымские мусульмане: взгляд изнутри (результаты социологического исследования). — Симферополь: ЧП «Элиньо», 2009. — 52 с.
- Муратова Э. С. Исламское возрождение в постсоветском Крыму // Бойцова Е. Е., Ганкевич В. Ю., Муратова Э. С., Хайрединова З. З. Ислам в Крыму: очерки истории функционирования мусульманских институтов. — Симферополь: ЧП «Элиньо», 2009. — С. 328—426.
- Муратова Э. С. Ислам в современном Крыму: индикаторы и проблемы процесса возрождения. — Симферополь: ЧП «Эльиньо», 2008. — 240 с.

### Статті
- «Рамки» репрезентации крымских татар в региональных СМИ Крыма // Вісник СевНТУ. Серія «Політологія». Севастополь, 2010. — Вип.112. — С. 181—185.
- "He Who Pays the Piper Calls the Tune': Muslim Sponsors of Islamic Revival in Crimea', Religion, State and Society. 2009, 37 (3): 263—276.
- Институционализация ислама в Крыму: мусульманские общины полуострова // Ученые записки ТНУ. Серия «Политические науки». — Симферополь, 2007. — Т. 20 (59), № 2. — С. 15-22.
- Роль исламского фактора в процессе реализации национальных интересов Украины // Ученые записки ТНУ. Серия «Политические науки». — Симферополь, 2007. — Т. 20 (59), № 1. — С.97-102.
- Основные подходы к радикальному исламу на постсоветском пространстве // Ученые записки ТНУ. Серия «Политические науки». — Симферополь, 2006. — Т. 19 (58), № 3. — С. 29-41.
- Возрождение ислама в контексте государственной политики Украины // Ученые записки ТНУ. Серия «Политические науки». — Симферополь, 2004. — Т. 17 (56), № 1. — С. 101—106.
- Исламские «ориентиры» крымских татар // Ученые записки Таврического национального университета. Серия «Политические науки». — Симферополь, 2003. — Т. 16 (55), № 1. — С. 21-27.
- Исламские ориентиры крымскотатарского народа // Birlik. — Нью-Йорк, 2003, № 9. — С. 55-63.